# Psihoakustika
Psihoakustika je interdisciplinarna znanstvena veda, ki preučuje zvočno percepcijo, oz. natančneje psihološki in fiziološki odziv organizma na zvok (vključno z govorom in glasbo). Lahko jo obravnavamo kot podpodročje psihofizike.